# Agricolândia
Agricolândia es un municipio brasilero del estado del Piauí. Se localiza a una latitud 05º47'56" sur y a una longitud 42º40'08" oeste, estando a una altitud de 230 metros. Su población estimada en 2004 era de 5 257 habitantes.
Posee un área de 99,29 km².
Está localizada en la región del medio Parnaíba piauiense.
La ciudad no tiene industrias, pero posee Correos, Casa de Lotería, una agencia del Bradesco y una terminal del Banco del Brasil, la población vive básicamente de la plantación, ganadería y pequeños comércios.
Población total5.559 habitantes
Área(km²)99,17
Distancia de la capital88km
Límites: 
- Norte - Miguel Leão
- Sur - São Pedro do PI/Lagoinha del PI
- Este - Lagoinha del PI
- Oeste - São Pedro do PI

ClimaTemperatura Media: 22 °C

## Historia
El primer nombre del municipio fue "Feitoria", una próspera hacienda que atraía trabajadores de varias regiones para cuidar de su ganado. 